# Coffre des Tabernaudes
Le coffre des Tabernaudes était un coffre mégalithique situé à L'Île-d'Yeu, dans le département français de la Vendée.

## Description
Léon Pervinquière en entreprit une fouille sommaire en 1872. En 1907, Marcel Baudouin fouille à nouveau le coffre et en dresse un plan. Le coffre était initialement recouvert d'une grosse dalle que Pervinquière déplaça sans la remettre en place. Selon les relevés de Baudouin, elle mesurait 1,50 m de long sur 0,80 m de large pour une épaisseur de 0,15 m. Le coffre était orienté nord-ouest/sud-est. Il était de forme quasi rectangulaire : long de 1,50 m sa largeur variait de 0,40 m à son extrémité nord-ouest et au centre à 0,35 m à son extrémité sud-est. Les côtés étaient délimités par une orthostate côtés nord-ouest, nord-est et sud-est et un alignement de petits blocs sur le côté sud-ouest.
Baudouin n'y découvrit aucun matériel archéologique. Le coffre est désormais enfoui dans les fondations de la maison construite au 138 rue des Broches.